# C (linguagem de programação)
C é uma linguagem de programação compilada de propósito geral, estruturada, imperativa, procedural, padronizada pela Organização Internacional para Padronização (ISO), criada em 1972 por Dennis Ritchie na empresa AT&T Bell Labs para desenvolvimento do sistema operacional Unix (originalmente escrito em Assembly).
C é uma das linguagens de programação mais populares e existem poucas arquiteturas para as quais não existem compiladores para C. C tem influenciado muitas outras linguagens de programação (por exemplo, a linguagem Java), mais notavelmente C++, que originalmente começou como uma extensão para C.
A linguagem C encontra-se na versão/padrão internacional C17 (ISO/IEC 9899:2018) lançada em junho de 2018, substituindo a versão C11 (ISO/IEC 9899:2011), disponível em ISO e IEC e com suporte para GCC8 e Clang LLVM6.

## História

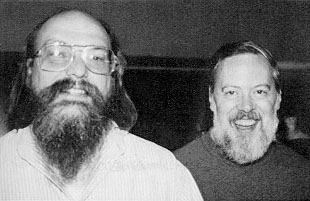
Ken Thompson e Dennis Ritchie (da esquerda para direita), os criadores das linguagens B e C, respectivamente

O desenvolvimento inicial de C ocorreu no AT&T Bell Labs entre 1969 e 1973. De acordo com Ritchie, o período mais criativo ocorreu em 1972. A linguagem foi chamada "C", porque suas características foram obtidas a partir de uma linguagem anteriormente chamada de "B", que de acordo com Ken Thompson era a versão reduzida da linguagem de programação BCPL.
A versão original PDP-11 do sistema Unix foi desenvolvido em Assembly.  Em 1973, com a adição dos tipos struct, a linguagem C tornou-se poderosa o suficiente para que a maior parte do kernel do Unix fosse reescrito em C. Este foi um dos primeiros núcleos de sistemas operacionais implementados numa linguagem diferente da linguagem Assembly. Em 1977, foram feitas novas mudanças por Ritchie e Stephen C. Johnson para facilitar a portabilidade do sistema operacional Unix. O Portable C Compiler de Johnson serviu de base para várias implementações de C em novas plataformas.

### C K&R
A linguagem C não teve um sucesso imediato após a sua criação e o seu uso ficou restrito a alguns laboratórios, mas em 1978 Brian Kernighan e Dennis Ritchie lançam o livro The C Programming Language que serviu de tutorial e mudou a história da programação em C. De fato essa primeira versão da linguagem é conhecida como "C Kernighan e Ritchie" ou apenas "C K&R".
Esse livro, conhecido pelos programadores de C como "K&R", serviu durante muitos anos como uma especificação informal da linguagem. A versão da linguagem C que ele descreve é usualmente referida como "K&R C". A segunda edição do livro cobriu o padrão posterior, o ANSI C. K&R C introduziu as seguintes características na linguagem:
- Biblioteca padrão de E/S
- Tipo de dados struct
- Tipo de dados long int
- Tipo de dados unsigned int
- O operador =+ foi alterado para +=, e =- para -= (o analisador léxico do compilador fazia confusão entre i =+ 10 e i = +10. O mesmo acontecia com =-)

K&R C é frequentemente considerado a parte mais básica da linguagem, cujo suporte deve ser assegurado por um compilador de C. Durante muitos anos, mesmo após a introdução do padrão ANSI C, K&R C foi considerado o "menor denominador comum", em que programadores de C se apoiavam quando uma portabilidade máxima era desejada, já que nem todos os compiladores eram actualizados o suficiente para suportar o padrão ANSI C.
Nos anos que se seguiram à publicação do K&R C, algumas características "não oficiais" foram adicionadas à linguagem, suportadas por compiladores da AT&T e de outros vendedores. Estas incluíam:
- Funções void e tipos de dados void *
- Funções que retornam tipos struct ou union
- Campos de nome struct num espaço de nome separado para cada tipo struct
- Atribuição a tipos de dados struct
- Qualificadores const para criar um objecto só de leitura
- Biblioteca padrão, que incorpora grande parte da funcionalidade implementada por vários vendedores
- Enumerações
- Cálculos de ponto-flutuante em precisão simples (no K&R C, os cálculos intermediários eram feitos sempre em double, porque era mais eficiente na máquina onde a primeira implementação do C foi feita)

### ANSI C e ISO C
Durante os finais da década de 1970, a linguagem C começou a substituir a linguagem BASIC como a linguagem de programação de microcomputadores mais usada. Durante a década de 1980, foi adaptada para uso no PC IBM, e a sua popularidade começou a aumentar significativamente. Ao mesmo tempo, Bjarne Stroustrup, juntamente com outros nos laboratórios Bell, começou a trabalhar num projecto onde se adicionavam extras para programação orientada por objectos à linguagem C. A linguagem que eles produziram, chamada C++, é nos dias de hoje a linguagem de programação de aplicações mais comum no sistema operativo Windows da companhia Microsoft. A linguagem C permanece a mais popular no mundo Unix.
Em 1983, o instituto norte-americano de padrões (ANSI) formou um comité, X3J11, para estabelecer uma especificação do padrão da linguagem C. Após um processo longo e árduo, o padrão foi completo em 1989 e ratificado como ANSI X3.159-1989 "Programming Language C". Esta versão da linguagem é frequentemente referida como ANSI C. Em 1990, o padrão ANSI C, após sofrer umas modificações menores, foi adotado pela Organização Internacional para Padronização (ISO) que cria o grupo de trabalho para cuidar da especificação da linguagem, denominado WG14, assim foi renomeada para ISO/IEC 9899:1990, também conhecido como C89 e C90. Um dos objetivos do processo de padronização ANSI C foi o de produzir um sobreconjunto do K&R C, incorporando muitas das características não oficiais subsequentemente introduzidas. Entretanto, muitos programas tinham sido escritos e que não compilavam em certas plataformas, ou com um certo compilador, devido ao uso de bibliotecas de funções não padrão e ao fato de alguns compiladores não aderirem ao ANSI C.

### C99
Após o processo da padronização ANSI, as especificações da linguagem C permaneceram relativamente estáticas por algum tempo, enquanto a linguagem C++ continuou a evoluir. (em 1995, a Normative Amendment 1 criou uma versão nova da linguagem C mas esta versão raramente é tida em conta.) Contudo, o padrão foi submetido a uma revisão nos finais da década de 1990, levando à publicação da norma ISO 9899:1999 em 1999. Este padrão é geralmente referido como "C99" e foi adoptado como um padrão ANSI em março de 2000. As novas características do C99 incluem:
- Funções em linha
- Remoção de restrições sobre a localização da declaração de variáveis (como em C++)
- Adição de vários tipos de dados novos, incluindo o long long int (para minimizar problemas na transição de 32-bits para 64-bits), um tipo de dados boolean explicito (chamado _Bool) e um tipo complex que representa números complexos
- Vetores de dados de comprimento variável (o vetor pode ter um tamanho diferente a cada execução de uma função, mas não cresce depois de criado)
- Suporte oficial para comentários de uma linha iniciados por //, emprestados da linguagem C++
- Várias funções de biblioteca novas, tais como snprintf()
- Vários ficheiros-cabeçalho novos, tais como stdint.h

O interesse em suportar as características novas de C99 parece depender muito das entidades. Apesar do GCC e vários outros compiladores suportarem grande parte das novas características do C99, os compiladores mantidos pela Microsoft e pela Borland suportam pouquíssimos recursos do C99, e estas duas companhias não parecem estar muito interessadas em adicionar tais funcionalidades, ignorando por completo as normas internacionais. A Microsoft parece preferir dar mais ênfase ao C++.

### C11
Em 2007, se iniciou o trabalho em antecipação de outra revisão do padrão de C, informalmente chamada de C11 ou C1X. O comité dos padrões de C adotou regras para limitar a inserção de novos recursos que não tenham ainda sido testados por implementações existentes.
Em dezembro de 2011 foi publicada a versão estável da especificação, como ISO/IEC 9899:2011.

### C17
Em 2017 começou a ser desenvolvida uma nova revisão do padrão C, informalmente chamada de C17, substituindo o C11. Esta revisão visou melhorar a revisão anterior sem introduzir nova funcionalidades na linguagem. Em junho de 2018 foi publicada a versão estável da especificação, como ISO/IEC 9899:2018. Como foi publicada em 2018, também é informalmente chamada de C18.

### C23
C23 é um nome informal para a revisão atual do padrão principal da linguagem C. Era informalmente conhecido como "C2X" durante a maior parte de seu desenvolvimento . C23 foi publicado em outubro de 2024 como ISO/IEC 9899:2024. A macro padrão __STDC_VERSION__ é definida para 202311L indicar que o suporte C23 está disponível.

## Visão geral
C é uma linguagem imperativa e procedural para implementação de sistemas. Seus pontos de design foram para ele ser compilado, fornecendo acesso irrestrito à memória e baixos requerimentos do hardware. Também foi desenvolvido para ser uma linguagem de alto nível, para maior reaproveitamento do código. C foi útil para muitas aplicações que foram codificadas originalmente em Assembly.
Essa propriedade não foi acidental; a linguagem C foi criada com o objectivo principal em mente: facilitar a criação de programas extensos com menos erros recorrendo ao paradigma da programação procedural mas sobrecarregando menos o autor do compilador, cujo trabalho complica-se ao ter de realizar as características complexas da linguagem. Para este fim, a linguagem C possui as seguintes características:
- Uma linguagem extremamente simples, com funcionalidades não essenciais, tais como funções matemáticas ou manuseamento de ficheiros (arquivos), fornecida por um conjunto de bibliotecas de rotinas padronizada
- A focalização no paradigma de programação procedural
- Um sistema de tipos simples que evita várias operações que não fazem sentido
- Uso de uma linguagem de pré-processamento para tarefas tais como a definição de macros e a inclusão de múltiplos ficheiros de código fonte
- Ponteiros dão maior flexibilidade à linguagem
- Acesso de baixo nível, através de inclusões de código Assembly no meio do programa C
- Parâmetros que são sempre passados por valor para as funções e nunca por referência (É possível simular a passagem por referência com o uso de ponteiros)
- Definição do alcance lexical de variáveis
- Estruturas de variáveis, (structs), que permitem que dados relacionados sejam combinados e manipulados como um todo

Algumas características úteis, que faltam em C, podem ser encontradas em outras linguagens, que incluem:
- Segurança de tipo
- Coletor de lixo (mais comum em linguagens interpretadas)
- Vetores que crescem automaticamente
- Classes ou objetos com comportamento (ver Orientação a objetos)
- Clausuras
- Funções aninhadas
- Sobrecarga de operadores
- Meta-programação
- Apoio nativo de multithreading e comunicação por rede

Apesar da lista de características úteis que C possui não ser longa, isso não tem sido um impedimento à sua aceitação, pois isso permite que novos compiladores de C sejam escritos rapidamente para novas plataformas, e também permite que o programador permaneça sempre em controle do que o programa está a fazer. Isto é o que por várias vezes permite o código de C correr de uma forma mais eficiente que muitas outras linguagens. Tipicamente, só código de Assembly "afinado à mão" é que corre mais rapidamente, pois possui um controle completo da máquina, mas avanços na área de compiladores juntamente com uma nova complexidade nos processadores modernos permitiram que a diferença tenha sido rapidamente eliminada.
Uma consequência da aceitação geral da linguagem C é que frequentemente os compiladores, bibliotecas e até interpretadores de outras linguagens sejam implementados em C.
C tem como ponto forte a sua eficiência, e é a linguagem de programação preferida para o desenvolvimento de sistemas e softwares de base, apesar de também ser usada para desenvolver programas de computador. É também muito usada no ensino de ciência da computação, mesmo não tendo sido projetada para estudantes e apresentando algumas dificuldades no seu uso. Outra característica importante de C é o seu código resultante em Assembly ter funcionamento idêntico ao código fonte, que permite que um projetista seja capaz de fazer algumas previsões de como o software irá se comportar ao ser executado.
O ponto negativo de C está na possibilidade do programador cometer erros graças a liberdade que a linguagem oferece. Por exemplo é possível acessar área de memória que não pertence a um vetor ao acessar um índice maior que seu tamanho, possibilitando que ocorra um buffer overflow.
Isto acontece em C porque o dever de controlar a memória está nas mãos do programador.
O motivo de C dar total controle para o programador é porque a linguagem foi projetada para programar o sistema operacional UNIX, onde havia a necessidade desse controle sobre a forma como o sistema iria funcionar.

### Tipos de dados
C tem um sistema de tipos semelhante ao de alguns descendentes da linguagem ALGOL, tais como Pascal. Possui tipos para números inteiros de vários tamanhos com e sem sinal, números de ponto flutuante, caracteres e estruturas (structs).
C usa extensivamente ponteiros, um tipo muito simples de referência que guarda o endereço de memória da variável. O ponteiro pode ser desreferenciado, uma operação que busca o objeto que se encontra na morada da memória que o ponteiro possui, morada essa que pode ser manipulada através de aritmética de ponteiros. Durante o tempo de execução, o ponteiro é simplesmente uma morada de máquina tais como aquelas manipuladas em Assembly, mas em tempo de compilação possui um tipo complexo que indica o tipo do objecto para onde ele aponta, permitindo que se verifique o tipo de expressões, incluindo ponteiros. O tipo "string" (cadeia ou linha de texto) de C é simplesmente um ponteiro para um vetor de caracteres e alocação dinâmica de memória, descrita abaixo, é efetuada através de ponteiros.
Os ponteiros em C possuem um valor reservado especial, NULL, que indica que não estão a apontar para uma morada. O uso desse valor como morada é muito útil na construção de várias estruturas de dados, mas causa comportamento não definido (possivelmente uma falha de sistema) ao ser desreferenciado. Um ponteiro que possui o valor NULL é chamado ponteiro nulo. Os ponteiros são declarados (e desreferenciados) com um * (asterisco), portanto o tipo int* denota um ponteiro para variável(eis) que comporta(m) número(s) inteiro(s). A linguagem C também fornece um tipo especial de ponteiros, o void*, que se traduz num ponteiro que aponta para um objeto de tipo desconhecido.
A linguagem C também tem apoio em nível de linguagem para vetores estáticos (de dimensão fixa) de tipos. As disposições de tipos podem parecer ter mais que uma dimensão apesar de serem tecnicamente disposições de disposições de tipos. Em memória, tais estruturas são posicionadas com as linhas uma depois da outra (a alternativa seria armazenar os dados em colunas, usado em outras linguagens). O acesso a disposições de tipos é feito através de ponteiros e aritmética de ponteiros; o nome da disposição é tratado como se fosse um ponteiro que aponta para o início da disposição. Em certas aplicações não é razoável usarem-se disposições de tipos de dimensão fixa e por isso a alocação dinâmica de memória pode ser usada para criar disposições de tipos de dimensão variável.
Como a linguagem C é regularmente usada em programação de baixo-nível de sistemas, há casos em que é necessário tratar um número inteiro como sendo um ponteiro, um número de ponto flutuante como sendo um número inteiro ou um tipo de ponteiro como sendo outro. Para estes casos, a linguagem C fornece a capacidade de "moldagem" (também denominado "conversão de tipo" ou "casting"), uma operação que, caso seja possível, força a conversão de um objeto de um tipo para outro. Apesar de ser por vezes necessário, o uso de conversões de tipo sacrifica alguma segurança oferecida pelo sistema de tipos.
int
O tipo de dado int (inteiro) serve para armazenar valores numéricos inteiros. Existem vários tipos de inteiros, cada um de um tamanho diferente (dependendo do sistema operacional e/ou arquitetura do processador):
- int, pode possuir 16 bits, 32 bits ou 64 bits
- short int, deve possuir tamanho de no mínimo 16 bits e não pode ser maior que int
- long int, deve possuir tamanho mínimo de 32 bits
- long long int, deve possuir tamanho mínimo de 64 bits

Todos estes tipos de inteiros podem ainda ser declarados precedidos da cláusula unsigned, o que faz com que só suporte números positivos. Isto faz com que, com o mesmo tamanho, uma variável suporte mais números positivos do que um signed (todos os inteiros são signed por omissão).
char
O tipo char ocupa 1 byte, e serve para armazenar caracteres ou inteiros. Isso significa que o programa reserva um espaço de 8 bits na memória RAM ou em registradores do processador para armazenar um valor (char de tamanho maior que 8 bits é permitido pela linguagem, mas os casos são raros). Com vetores do tipo char é possível criar cadeias de caracteres (strings).
float
O tipo de dado float serve para armazenar números de ponto flutuante, ou seja, com casas decimais. O padrão mais utilizado nos últimos 10 anos é o IEEE 754-1985.
double
O tipo de dado double serve para armazenar números de ponto flutuante de dupla precisão, normalmente tem o dobro do tamanho do float e portanto o dobro da capacidade. O padrão mais adotado também é o IEEE 754-1985.
struct
Em C podem ser usadas estruturas (chamados de registos em outras linguagens de programação). As estruturas são grupos de variáveis organizadas arbitráriamente pelo programador. Uma estrutura pode criar um novo tipo de variável caso typedef seja usado em sua declaração.

## Relações com C++
A linguagem de programação C++ foi originalmente derivada do C para suportar programação orientada a objetos. À medida que as linguagens C e C++ foram evoluindo independentemente, a divisão entre as duas veio a aumentar.
O padrão C99 criou um número de características que entram em conflito. Hoje, as principais diferenças entre as duas linguagens são:
- inline - em C++, funções em linha encontram-se no espaço global enquanto que em C encontram-se no espaço local. Por outras palavras, isso significa que, em C++, qualquer definição de qualquer função em linha (sem ser a respeito da sobrecarga de funções de C++) tem de estar em conformidade com a "regra de uma definição" da linguagem C++. Mas em C, a mesma função em linha pode ser definida de maneira diferente em diferentes arquivos (ou ficheiros)
- A palavra-chave bool, igual à usada em C++, em C99 necessita que se inclua o ficheiro-cabeçalho <stdbool.h> (_Bool está sempre disponível). Padrões anteriores de C não definiam um tipo booleano e vários (e incompatíveis) métodos foram usados para simular um tipo booleano

Algumas características originalmente desenvolvidas em C++ também apareceram em C. Entre elas encontram-se:
- protótipos de função (com declaração de tipos de parâmetros) e remoção do "int" implícito
- comentários de linha, indicados por //; comentários de linha terminam com um carácter de nova-linha
- a palavra-chave inline
- tipagem mais forte

## Exemplos

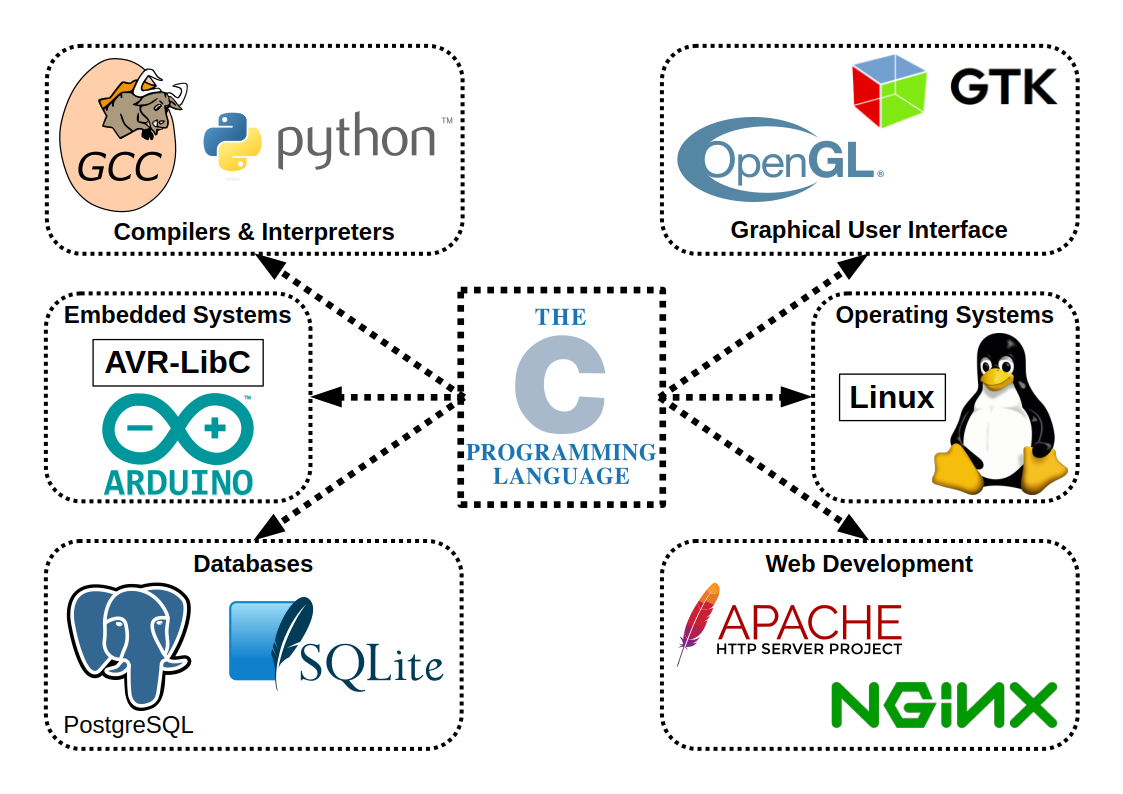
A linguagem de programação C

### Programa Olá Mundo
A seguinte aplicação foi publicada na primeira edição de C de K&R, e tornou-se no programa de introdução padrão da maior parte dos livros sobre C. O programa envia o texto "Olá, Mundo!" para a saída padrão, que é normalmente o console, mas que também pode ser um ficheiro (ou arquivo), um outro dispositivo qualquer, ou até mesmo um bit bucket, dependendo de como a saída-padrão é mapeada na altura em que o programa é executado.
```
int
 
main
(
void
)

{

    
puts
(
"Olá, Mundo!"
);

}

```

Apesar do programa acima correr corretamente, atualmente origina algumas mensagens de aviso quando compilado como C ANSI. Essas mensagens podem ser eliminadas efectuando umas pequenas alterações no programa original:
```
#include
 
<stdio.h>
 /* Pacotes com funções de entrada e saída */

int
 
main
(
void
)

{

    
puts
(
"Olá, Mundo!"
);

    
return
 
0
;
 
/* Retorna 0, pois `main` retorna um `int` */

}

/* Nova linha após fechar a chave principal */

```

A primeira linha do programa é uma diretiva de pré-processamento #include, que causa com que o pré-processador substitua aquela linha pela totalidade do conteúdo do arquivo qual diretiva se refere. Neste caso o arquivo padrão stdio.h (que contém protótipos de funções para trabalho com entrada e saída) irá substituir a linha. Os caracteres < e > indicam que o arquivo stdio.h encontra-se no local em que, quando da configuração do compilador, se definiu como padrão para localização dos ficheiros de inclusão (header files, geralmente com a extensão .h).
A linha (não vazia) seguinte indica que uma função denominada main será definida. A função main tem um significado especial nos programas em C, pois é a função que é inicialmente executada (em inglês, entry point). Os caracteres { e } delimitam a extensão da função. O termo int define a função main como sendo uma função que retorna um número inteiro. O termo void indica que a função não aceita parâmetros. A função main, normalmente aceita parâmetros, que são passado pela linha de comando. Os compiladores e sistemas operacionais atuais reconhecem as seguintes declarações de main:
```
int
 
main
();

int
 
main
(
void
);

int
 
main
(
int
 
argc
,
 
char
 
*
argv
[]);

int
 
main
(
int
 
argc
,
 
char
 
**
argv
);

```

A linha seguinte "chama", ou executa uma função chamada puts; o arquivo incluído, stdio.h, contém a informação que descreve a forma como a função puts deve ser chamada. Nesta chamada, é passado à função puts um único argumento, a linha de texto constante "Olá, Mundo!". A função puts retorna um valor, um int, mas como não é usado, é descartado pelo compilador. O comando return retorna o valor 0 para o sistema, que é interpretado pelo mesmo como que a função main() foi executada e encerrada com sucesso (sem erros). Por fim, o caracter } indica o fim da função main. Note-se que texto rodeado por /* e */ (comentários de texto) é ignorado pelo compilador. Os compiladores que obedecem à norma C99 também aceitam como comentários as linhas de texto que são precedidos por //.
Pode ser compilado e executado com o seguinte comando (considerando que o GCC está instalado):
```
$ 
gcc
 
hello.c
 
-o
 
hello

$ 
./hello

```

### Algoritmo de Trabb Pardo-Knuth
```
#include
 
<math.h>

#include
 
<stdio.h>

double
 
f
(
double
 
t
)

{

    
return
 
sqrt
(
fabs
(
t
))
 
+
 
5
 
*
 
pow
(
t
,
 
3
);

}

int
 
main
(
void
)

{

    
double
 
a
[
11
]
 
=
 
{
0
},
 
y
;

    
for
 
(
int
 
i
 
=
 
0
;
 
i
 
<
 
11
;
 
i
++
)

        
scanf
(
"%lf"
,
 
&
a
[
i
]);

    
for
 
(
int
 
i
 
=
 
10
;
 
i
 
>=
 
0
;
 
i
--
)
 
{

        
y
 
=
 
f
(
a
[
i
]);

        
if
 
(
y
 
>
 
400
)

            
printf
(
"%d TOO LARGE
\n
"
,
 
i
);

        
else

            
printf
(
"%d %.16g
\n
"
,
 
i
,
 
y
);

    
}

}

```

Pode ser compilado e executado com o seguinte comando:
```
$ 
gcc
 
-lm
 
tpk.c
 
-o
 
tpk

$ 
./tpk

```

-lm instrui o linker a juntar o módulo de matemática (libm).

### Estruturas de dados
No exemplo seguinte, é criada uma estrutura composta por 3 membros de tipos diferentes. Os membros podem ser acessados com a seguinte sintaxe: estrutura.membro.
```
#include
 
<inttypes.h>

#include
 
<stdio.h>

struct
 
Pessoa

{

    
char
    
nome
[
32
];

    
char
    
rg
[
14
];
 
// 13 caracteres + '\0'

    
uint8_t
 
idade
;

};

int
 
main
(
void
)

{

    
struct
 
Pessoa
 
p1
 
=
 
{

        
.
nome
  
=
 
"Fulano"
,

        
.
rg
    
=
 
"00.000.000-00"
,

        
.
idade
 
=
 
27
,

    
};

    
printf
(
" Nome: %s
\n
"
,
 
p1
.
nome
);

    
printf
(
"   RG: %s
\n
"
,
 
p1
.
rg
);

    
printf
(
"Idade: %u
\n
"
,
 
p1
.
idade
);

}

```

Ou, equivalente:
```
#include
 
<inttypes.h>

#include
 
<stdio.h>

typedef
 
struct

{

    
char
    
nome
[
32
];

    
char
    
rg
[
14
];
 
// 13 caracteres + '\0'

    
uint8_t
 
idade
;

}
 
Pessoa
;

int
 
main
(
void
)

{

    
Pessoa
 
p1
 
=
 
{

        
.
nome
  
=
 
"Fulano"
,

        
.
rg
    
=
 
"00.000.000-00"
,

        
.
idade
 
=
 
27
,

    
};

    
printf
(
" Nome: %s
\n
"
,
 
p1
.
nome
);

    
printf
(
"   RG: %s
\n
"
,
 
p1
.
rg
);

    
printf
(
"Idade: %u
\n
"
,
 
p1
.
idade
);

}

```

É possível omitir os nomes dos membros durante a inicialização:
```
Pessoa
 
p1
 
=
 
{
 
"Fulano"
,
 
"00.000.000-00"
,
 
27
 
};

```

## Ferramentas de programação
- Bloodshed Dev-C++
- IDE (Ambiente de desenvolvimento integrado), como Code::Blocks, NetBeans e JetBrains CLion
- GNU Compiler Collection
- Automação de compilação, como make